# Archidiecezja Berlina

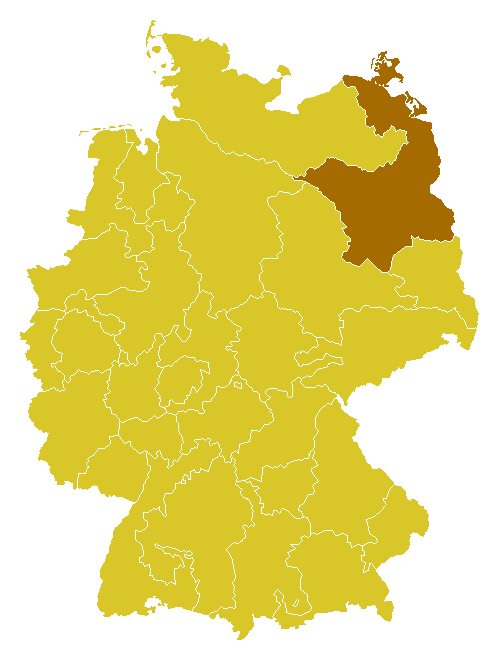
Obecne granice archidiecezji Berlina

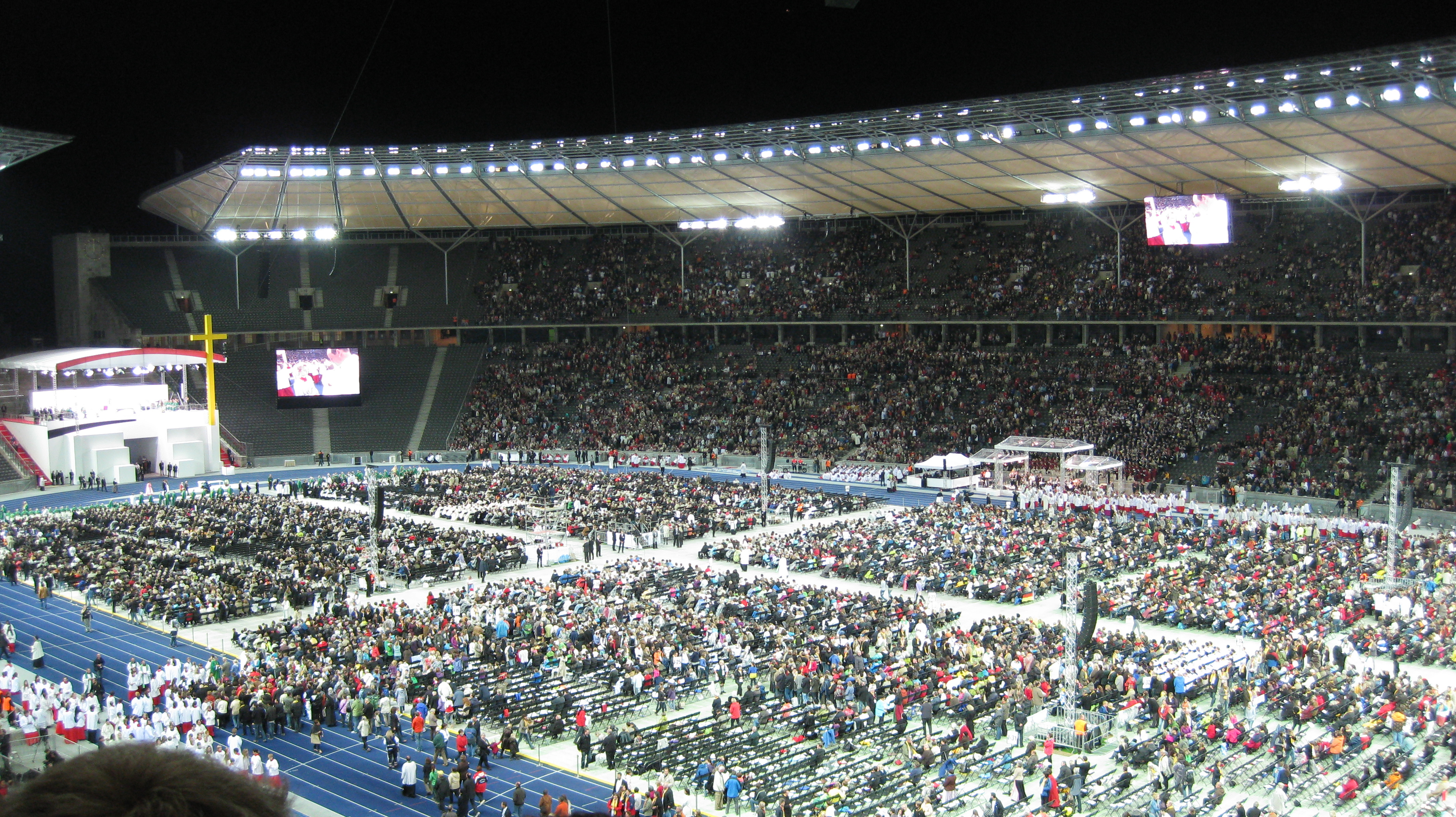
Papież Benedykt XVI z wizytą w archidiecezji Berlina w 2011 roku – msza święta na Stadionie Olimpijskim w Berlinie

Czteropolowy herb archidiecezji Berlina jest połączeniem historycznych biskupstw istniejących kiedyś na jej terenie: brandenburskiego (pierwsze u góry po lewej), havelberskiego (drugie pole po prawej), kamieńskiego (trzecie pole) i lubuskiego (czwarte pole)

Archidiecezja Berlina (łac.: Archidioecesis Berolinensis, niem.: Erzbistum Berlin) –  niemiecka archidiecezja katolicka z siedzibą w katedrze św. Jadwigi w Berlinie. Obejmuje swoim zasięgiem terytoria trzech landów w położonych w północno-wschodniej części kraju – Berlin, część Brandenburgii i Meklemburgii-Pomorza Przedniego. 

## Historia
W XIX w. dla katolików mieszkających w stolicy Prus ustanowiona została Delegatura Apostolska Brandenburgia-Pomorze (Książęco-biskupia Delegatura Brandenburgii i Pomorza; niem. Fürstbischöfliche Delegatur Brandenburg und Pommern), która została umiejscowiona w katolickiej parafii św. Jadwigi w Berlinie. Obejmowała ona swoim zasięgiem Brandenburgię, Pomorze Przednie i tereny po biskupstwie kamieńskim. 
W dwudziestoleciu międzywojennym, po upadku monarchii w Niemczech, uczyniono pierwsze kroki zmierzające do utworzenia diecezji katolickiej na tym terenie: 19 lutego 1923 papież Pius XI powołał Josefa Deitmera na pierwszego biskupa pomocniczego diecezji wrocławskiej z siedzibą w Berlinie. Został on konsekrowany 1 maja 1923 przez kardynała Adolfa Bertrama.
13 sierpnia 1930 bullą Pastoralis officii nostri erygowano diecezję Berlina, która swoim terytorium miała objąć ziemie historycznych diecezji: Havelbergu, brandenburskiej, pomorskiej i lubuskiej. Na pierwszego biskupa wyznaczono Christiana Schreibera. Wchodziła w skład metropolii wrocławskiej.
27 czerwca 1994 diecezja została podniesiona przez papieża Jana Pawła II konstytucja apostolską Certiori Christifidelium do rangi archidiecezji i metropolii.
W 2003 archidiecezja zmagała się z ogromnymi problemami finansowymi, w wyniku których sprzedała niektóre kościoły i ograniczyła liczbę parafii z 207 do 108.
Liczba parafii systematycznie zmniejszała się co doprowadziło do zlikwidowania w 2021 r. wszystkich dekanatów.

## Główne świątynie
- Archikatedra: Katedra św. Jadwigi w Berlinie
- Bazylika mniejsza: Bazylika Rosenkranz w Berlinie

## Biskupi
- ordynariusz – abp Heiner Koch
- sufragan – bp Matthias Heinrich

## Podział administracyjny
Do czasu likwidacji dekanatów archidiecezja Berlina składała się z 17 dekanatów:
- Brandenburg an der Havel
- Charlottenburg-Wilmersdorf
- Eberswalde
- Fürstenwalde
- Lichtenberg
- Mitte
- Neukölln
- Oranienburg
- Pankow
- Potsdam-Luckenwalde
- Reinickendorf
- Spandau
- Steglitz-Zehlendorf
- Tempelhof-Schöneberg
- Treptow-Köpenick
- Vorpommern
- Wittenberge

## Patroni
Archidiecezja Berlina posiada trzech patronów:
- św. Piotr (ur. ok. 30 r. p.n.e., zm. ok. 67 r. n.e.) – apostoł, główny patron archidiecezji, jego święto przypada na 29 czerwca.
- Otton z Bambergu (ur. ok. 1060, zm. 1139) – biskup niemieckiego miasta Bamberg od 1102 r., misjonarz, święty katolicki zwany Apostołem Pomorza, współpatron archidiecezji, jego wspomnienie wypada na 30 czerwca.
- Jadwiga Śląska (ur. 1178/1180, zm. 1243) – księżniczka śląska, patronka miasta Berlina, jej święto obchodzone jest 16 października.